# Cryptospore

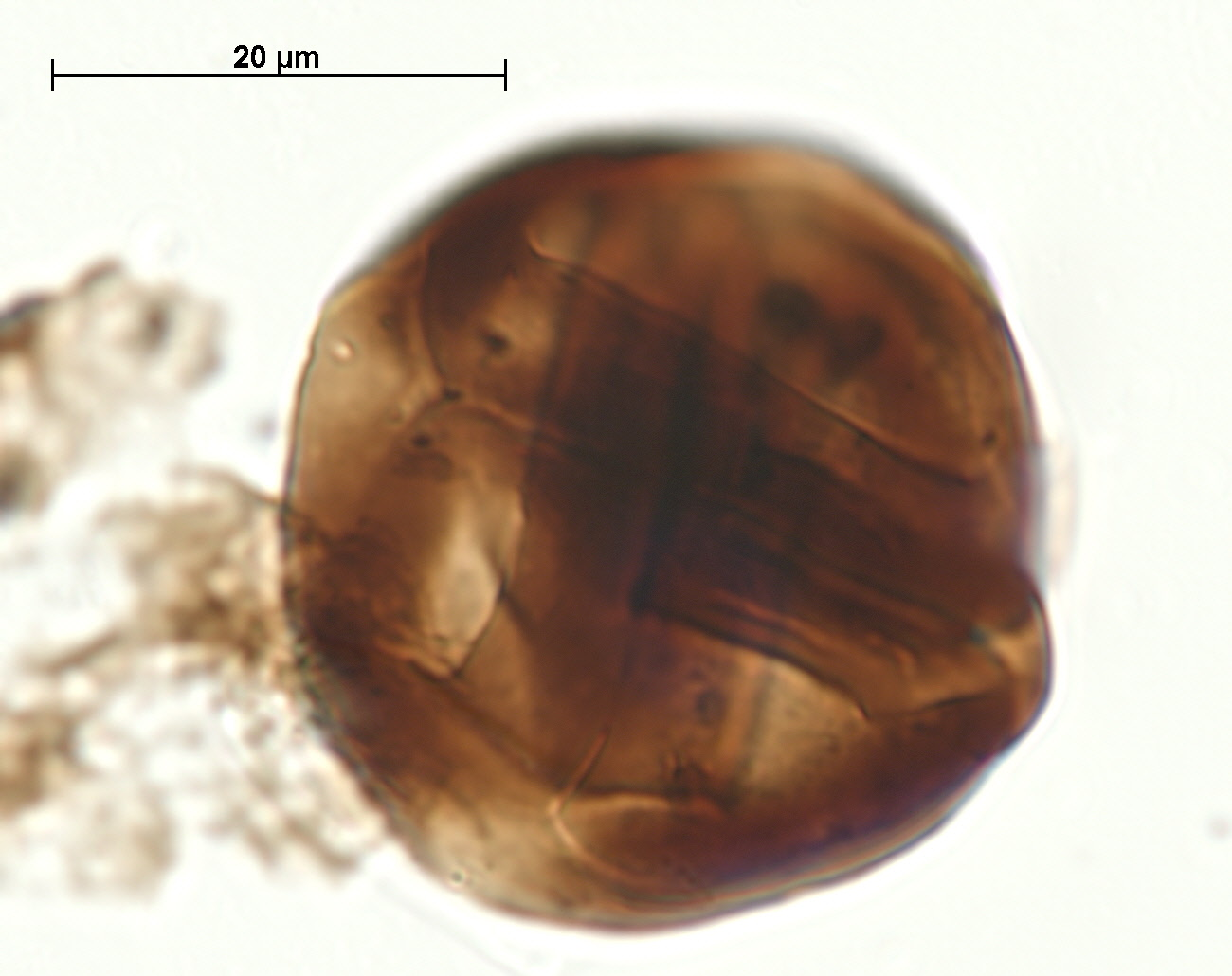
Tetrahedraletes medinensis

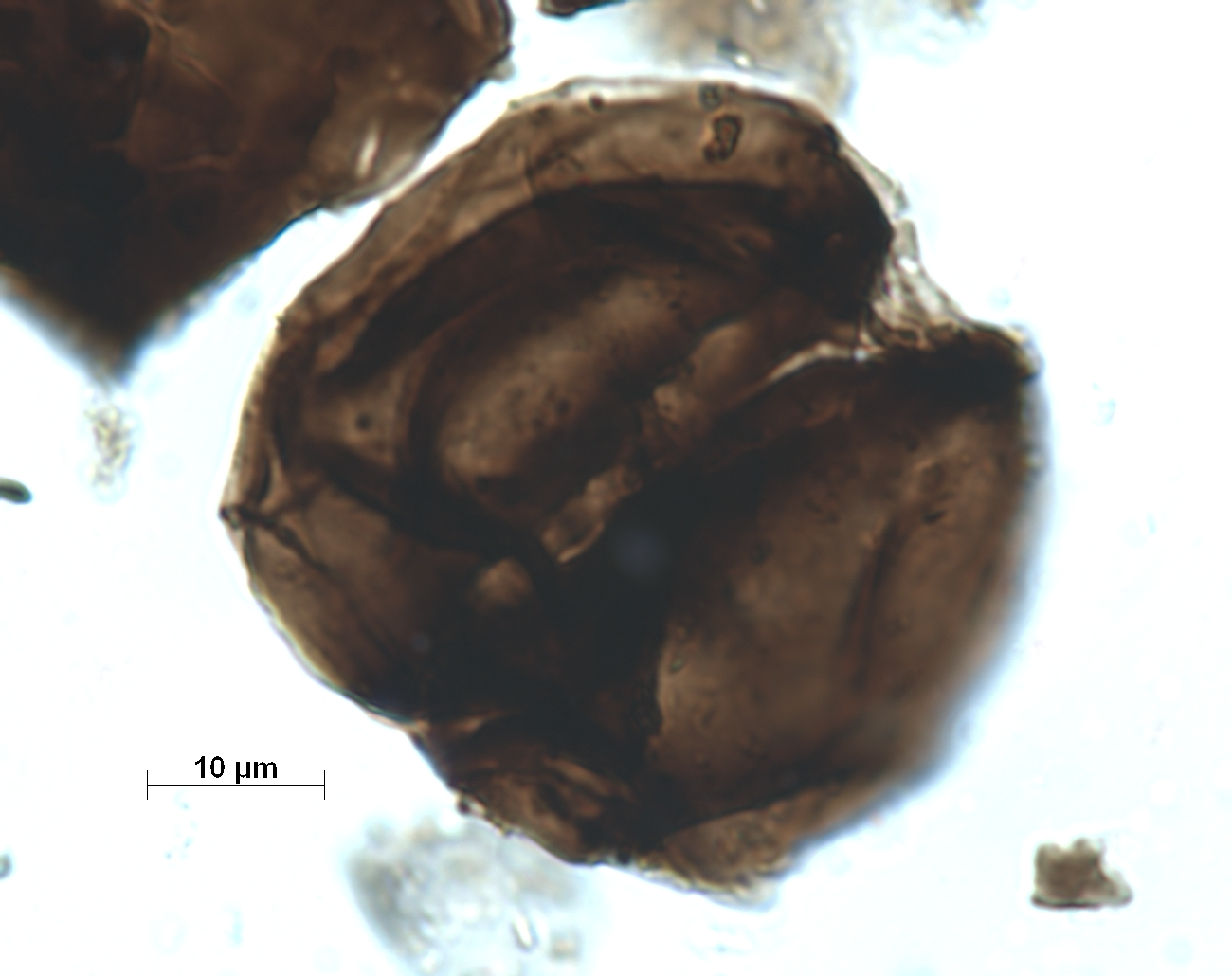
Segestrespora laevigata

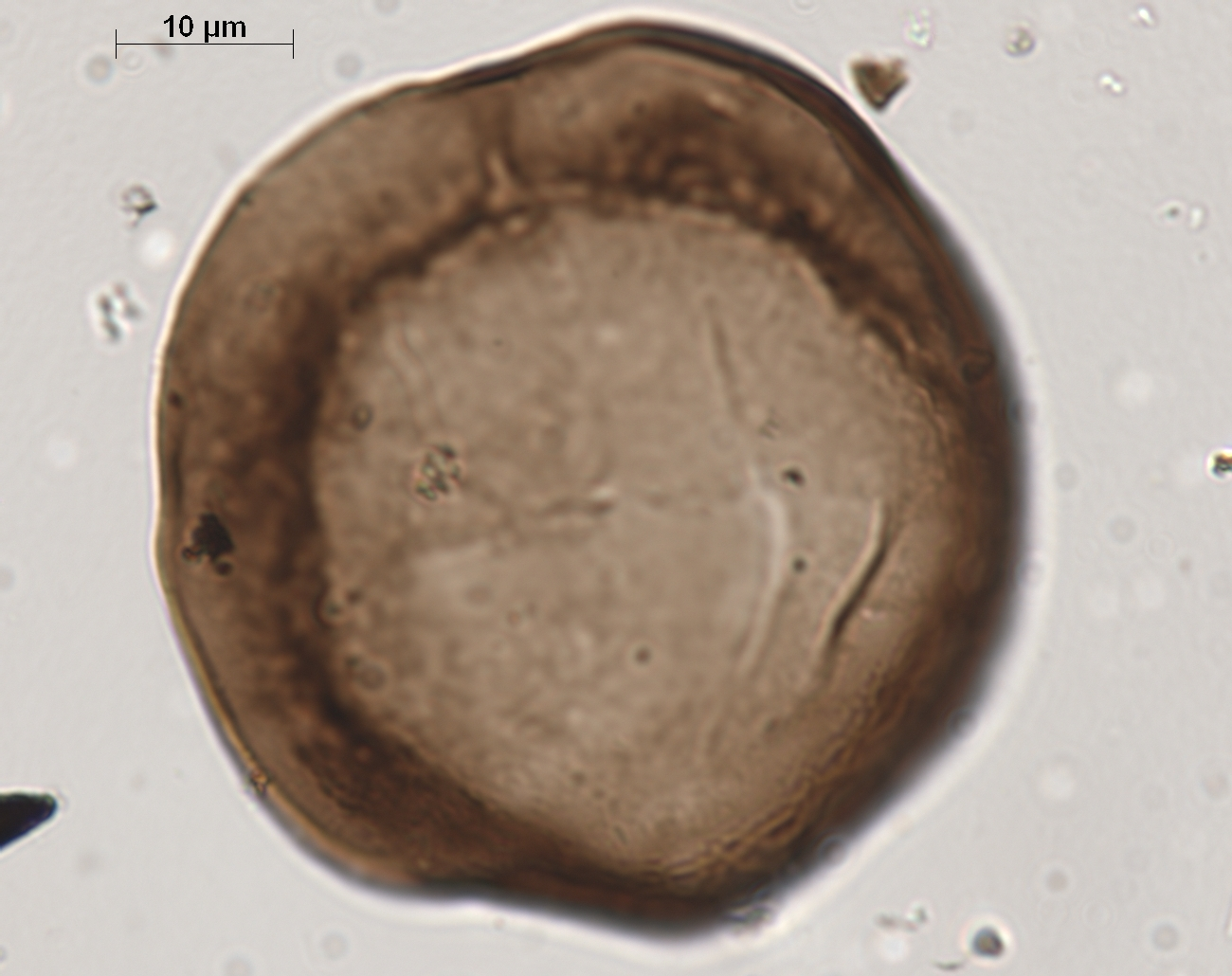
Gneudnaspora divellomedia

Les Cryptospores sont des microfossiles à paroi organique, c’est-à-dire des palynomorphes, dont l'affinité biologique[Quoi ?] reste encore quelque peu incertaine. Il est probable que le groupe soit polyphylétique, mais toutes seraient produites par des plantes terrestres primitives (hépatiques, mousses ou autres). Le terme cryptospore a été introduit pour la première fois par J.B. Richardson et al. en 1984, modifié par P. Strother en 1991 et Steemans P. en 2000. Les cryptospores seraient toutes des spores produites par des plantes terrestres primitives et ne possédant pas de structure d'ouverture ou de déhiscence (elles sont alètes). Ces spores sont préservées comme cellules isolées (monades), ou associées par deux (dyades) ou par quatre (tétrades). Les plus anciennes cryptospores ont été observées dans des couches appartenant à l'étage Dapingien (Ordovicien) en Argentine. Elles sont abondantes au cours de l'Ordovicien supérieur et du Silurien. Elles deviennent de plus en plus rares au cours du Dévonien, puis disparaissent presque complètement par la suite.